# Heinrich Friedrich Albert

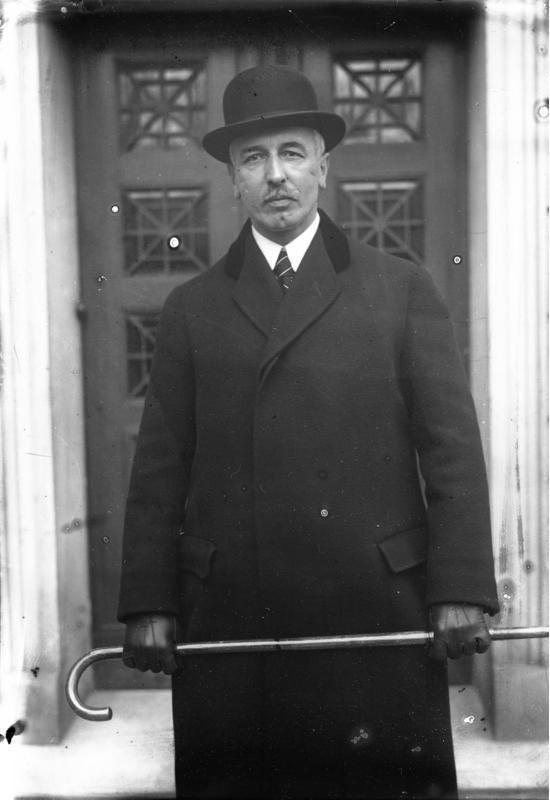
Heinrich Albert, 1932

Heinrich Friedrich Albert (* 12. Februar 1874 in Magdeburg; † 1. November 1960 in Wiesbaden) war Minister der Weimarer Republik (parteilos) im Kabinett Wilhelm Cunos, erster Staatssekretär der Reichskanzlei der Weimarer Republik, Wirtschaftsattaché im Auftrag des Kaiserreiches in New York, Jurist und Aufsichtsratsvorsitzender der Ford Motor Company AG von 1937 bis 1945.

## Leben
Heinrich Friedrich Albert wurde am 12. Februar 1874 als zweiter Sohn des Privatbankiers Friedrich Albert in Magdeburg geboren. Die Erziehung im Elternhaus orientierte sich an den Wertvorstellungen des katholischen Glaubens. In Magdeburg besuchte er das Gymnasium „zum Kloster unserer lieben Frauen“. Nach dem Abitur studierte er Rechtswissenschaft an den Universitäten von München, Leipzig, Jena, wo er auch Mitglied des Corps Thuringia Jena wurde, und an der Universität Halle. Ab 1895 wurde er als Referendar in Magdeburg tätig, war ab 1901 als Rechtsassessor im Bereich der Justiz als Hilfsrichter und Gerichtsassessor in Magdeburg eingesetzt. Dann wurde er am 30. September 1901 in das Reichsamt des Innern berufen und war hier im Referat für Messen und Ausstellungen tätig. Hier wurde er 1904 als Attaché im Büro des Reichskommissars Theodor Lewald für die Weltausstellung 1904 in St. Louis eingesetzt. Nach seiner Rückkehr 1905 aus St. Louis erfolgte sein Einsatz im Kartellreferat. Hier verfasste er die Denkschrift „über das deutsche Kartellwesen“. Für die Weltausstellung in Brüssel war er ab 1908 in gleicher Position bestellt. Während der Weltausstellung hielt er sich 1910 in Brüssel auf und lernte hier den deutschen Diplomaten Carl Gottlieb Bünz (1843–1918) kennen. Albert war ab 1911 im Range eines Vortragenden Rates und führte den Titel Geheimer Regierungsrat.
Ab Mitte 1914 wurde Heinrich Albert von seiner Behörde vom Kriegsdienst freigestellt, erhielt aber als kaiserlicher Geheimrat und Wirtschaftsattaché den Auftrag der deutschen Einkaufs- und Liefergenossenschaft in den Vereinigten Staaten von Amerika eine Organisation zur Versorgung Deutschlands mit Lebensmitteln und benötigten Rohstoffen aufzubauen. In New York am 27. August 1914 angekommen bezog er im Gebäude der Hamburg-Amerika-Linie (HAL) Broadway 41–45 sein Büro. Generalvertreter der HAL war seit Anfang 1914 Carl Bünz. Eines seiner ersten Aktivitäten in den USA war, dass sich Albert mit dem deutschen Botschafter Johann Heinrich Graf von Bernstorff (1862–1939), der seit 1908 in Washington akkreditiert war, bekannt machte. Bei seinen Aktivitäten in den USA vermied Albert es mit seiner staatlichen Beauftragung öffentlich in Erscheinung zu treten, sondern gab sich als Privatmann und fügte auf Visitenkarten und der Briefpost seinem Namen die Bezeichnung „Geheimrat“ an. Zu seinen Aufgabenfeldern ab August 1914 gehörten die Materialbeschaffung, die Versendung der Waren nach Deutschland, die Geldbeschaffung und Finanzierung von Geschäften. Aber es kamen bereits 1914 auch die Beschaffung von Kriegsmaterial, bzw. kriegswichtiger Rohstoffe, die Verbreitung deutschfreundlicher Publikationen, "Maßnahmen zur Schädigung der Feinde Deutschlands" und nicht näher bestimmtes „Sonstiges“ dazu. Zu den beiden militärischen Attachés der deutschen Botschaft in Washington, dem Militärattaché Franz von Papen (1879–1969) und dem Marineattaché Karl Boy-Ed (1872–1930), die beide ihr New Yorker Büro in unmittelbarer Nähe zu seines Büros hatten, pflegte er eine sehr intensive Arbeitsbeziehung. Bis zum Beginn des Ersten Weltkrieges hatten Boy-Ed und von Papen unter Tarnung ihrer diplomatischen Position ein nachrichtendienstlich tätiges Spionage- und Sabotagenetzwerk, agierend in den USA, Kanada und Mexiko, aufgebaut. In hohem Maße finanzierte Albert diese geheimen Aktivitäten durch die von ihm beschafften Finanzmittel mit. Dem Netzwerk der beiden Attachés gehörten weiterhin der frühere deutsche Diplomat und seit 1914 Generalvertreter der Hamburg-Amerika-Linie Carl Gottlieb Bünz (1843–1918), der Konsul Franz Bopp (1862–1929), der Mitarbeiter der deutschen Botschaft Franz von Rintelen (1878–1949), der Nachrichtenoffizier Horst von der Goltz (* 1884), der Gehilfe des Militärattachés Wolf Walter von Igel (1888–1970), der Vertreter der Firma Krupp in den USA Hans Tauscher (1867–1941) und weitere, auch für bestimmte Aufgabenstellung kurzfristig ins Land geholte oder angeworbene Personen, an. Über getarnte Firmen, die Einrichtung von regionalen Nachrichtenbüros organisierten sie Waffen- und Materialkäufe, sammelten an militärischen und neuralgischen Punkten kriegswichtige Informationen, begingen Pass- und Visaverletzungen, verstießen gegen Zoll- und Divisengesetze der USA mit dem Ziel, dem deutschen Kriegsgegner Großbritannien Schaden zuzufügen. Auch nach dem Ausbruch des Ersten Weltkrieges führten sie diese nachrichtendienstlichen Tätigkeiten unter Missachtung des Neutralitätsstatus der USA fort. Sie planten die Sprengung von bestimmten Eisenbahnlinien, um den Transport kriegswichtiger Güter zu behindern, die Sprengung von militärischen Umschlagsplätzen und anderer militärischer Schnittpunkte. Sie warben massiv Fachpersonal aus amerikanischen Rüstungsbetrieben ab und versuchten Streiks in kriegswichtigen Betrieben auszulösen.
Heinrich Albert geriet 1915 in den Fokus der Öffentlichkeit, als ihm am 14. August in der New Yorker Untergrundbahn seine Aktentasche von Karl Burke, einem Angehörigen des amerikanischen Secret Service, gezielt entwendet wurde. Die Tasche enthielt Dokumente, die Beweise für die, gegen die 1915 vom amerikanischen Kongress verabschiedeten Neutralitätsgesetze verstoßenden, konspirativen Aktivitäten der deutschen diplomatischen Vertreter in den Vereinigten Staaten von Amerika lieferten. Da jedoch der Diebstahl von Unterlagen eines akkreditierten Vertreters eines anderen Landes gegen die internationalen Vereinbarungen verstieß, konnte die amerikanische Regierung mit diesen "illegal" zutage geförderten Beweisen keine gerichtlichen Verfahren anstreben. Sie galten aber als Bestätigung der bereits in Ermittlungen gegen einzelne Gruppenmitglieder und besonders auch gegen Albert zusammengetragenen Verdachtsmomente über die erfolgten Verletzungen der amerikanischen Gesetze. Deshalb spielten die Behörden diese Dokumente den Zeitungen zu, damit sie der Öffentlichkeit bekannt gemacht werden konnten. Mehrere Gerichtsverhandlungen gegen unterschiedliche Personen aus diesem Netzwerk fanden 1916 und 1917 in den USA statt. Infolgedessen wurden unter anderem Carl Boy-Ed und Franz von Papen 1916 des Landes verwiesen.
Nach Verkündung des Kriegseintritts der Vereinigten Staaten von Amerika am 2. Februar 1917 und dem Abbruch der diplomatischen Beziehungen mit Deutschland kehrte Heinrich Albert nach Hause zurück. Von 1917 bis 1918 fungierte er als Treuhänder des in Deutschland befindlichen Vermögens feindlicher Staaten (Botschaftsgebäude, Finanzmittel etc.). Übernahm von 1918 bis 1919 den Posten als Präsident des Reichsamts zur Verwertung von nach dem Kriegsende disponibel gewordenen Heeresgütern. Daraufhin wurde er 1919 im Range eines Unterstaatssekretärs zum Leiter der Reichskanzlei berufen. In dieser Funktion wurde er 1920 Staatssekretär. Albert war im Kabinett Cuno von November 1922 bis April 1923 der letzte Reichsschatzminister, da das Ministerium schließlich ins Reichsfinanzministerium eingegliedert wurde. Danach übernahm er das Reichsministerium für Wiederaufbau. In Anspielung auf den Sachverhalt des Diebstahls seiner Tasche 1915 in den Vereinigten Staaten wurde Albert zu dieser Zeit auch spöttisch „Minister ohne Portfeuille“ („Minister without portfolio“) genannt. 1923 wurde Albert von Gustav Stresemann das Amt des Reichskanzlers angetragen, das er ablehnte.
Nach dem Ende der Regierung Cuno 1923 profilierte sich Heinrich Albert als einer der auf die USA spezialisierten deutschen Wirtschaftsanwälte, welche die wichtigsten Transaktionen amerikanischer Unternehmen in Deutschland abwickelten. So beriet er zunächst seit 1924 auch den Ford-Konzern, um später selbst in maßgeblicher Führungsfunktion für dessen Tochtergesellschaften in Europa tätig zu sein  und wurde am 11. Juni 1937 Aufsichtsratsvorsitzender der Ford Motor Company AG. Im Mai 1932 hatte er auch für anderthalb Jahre die Generaldirektion des in Bremen angesiedelten Norddeutschen Lloyd übernommen.
Am 18. Januar 1926 wurde ihm die Ehrendoktorwürde der Technischen Hochschule Braunschweig verliehen.

### Familie
Heinrich Albert heiratete 1905 Ida, geborene Hansen. Aus der Ehe gingen 3 Kinder hervor, Christian Friedrich, geboren 1906, die Tochter Elisabeth, geboren 1908 und der Sohn Hans, geboren 1909.
Am 1. November 1960 verstarb Heinrich Albert in Wiesbaden.